# Movimiento antiarte

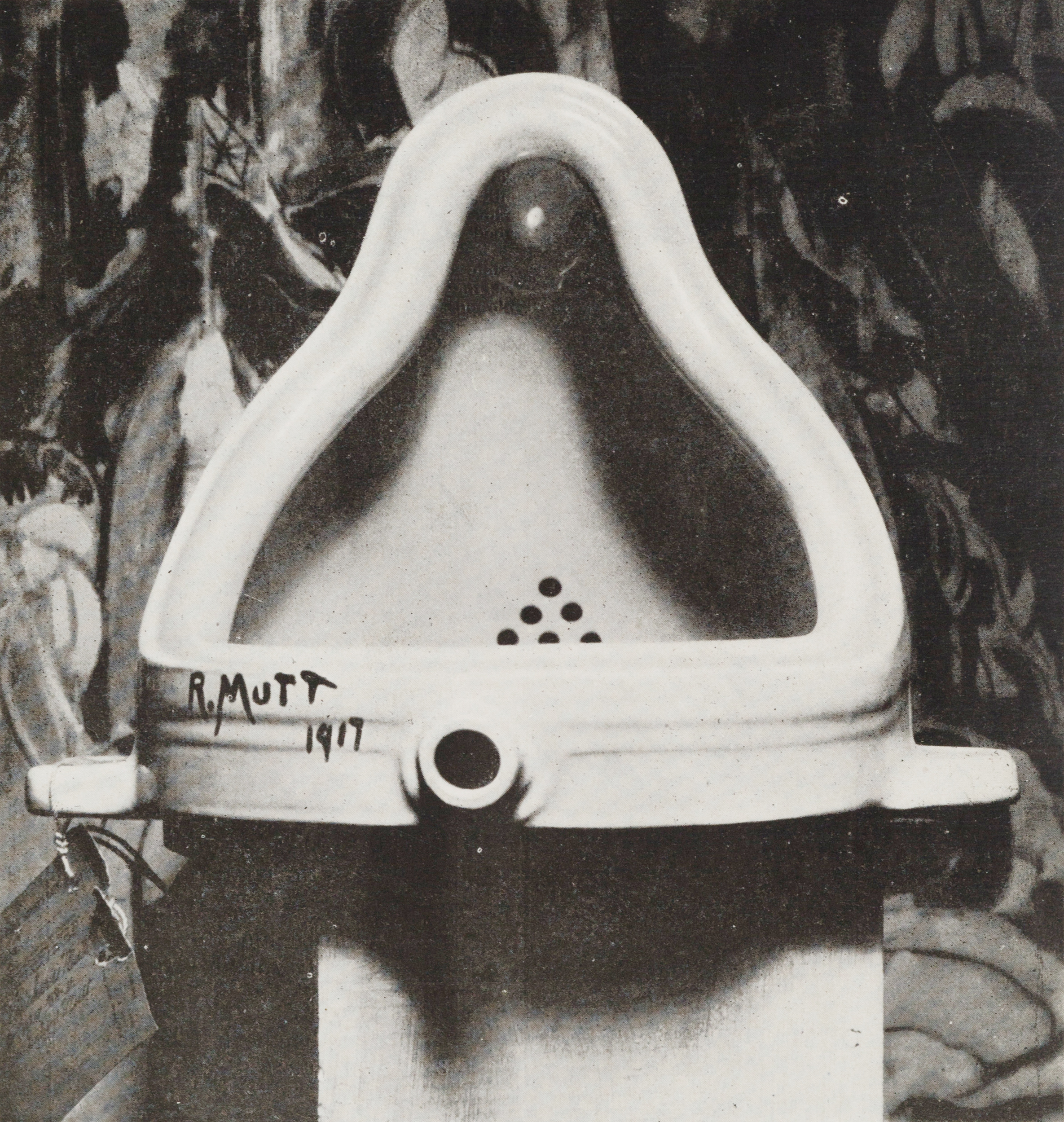
Fuente (1917) de Marcel Duchamp.

Para aclarar la idea de lo que es un movimiento antiarte se debe definir primero lo que es "arte". Una de las definiciones más aceptadas, menciona al arte como el acto ligado a las emociones, relacionado estrechamente con la creación y apreciación de la belleza, entendiendo la belleza como aquella cualidad contenida en un objeto que satisface las necesidades de un sujeto. Junto a ello, la historia se ha encargado de inmortalizar de manera notoria a aquellos creadores que lo realizaban manifestando un dominio de las técnicas a niveles de excelencia. Esto no sólo los separaba del resto de los hombres, sino que los hacía merecedores de  la admiración y respeto de los círculos de poder.

## Orígenes
El antiarte pudo nacer de una lucha contra la percepción de que el arte podía ser sólo realizado por personas dotadas de una habilidad innata, y desarrollada mediante un lento proceso de aprendizaje y maduración. En una sociedad cada día más rápida y ávida de soluciones prácticas e inmediatas, la idea de resultados a largo plazo parece anticuada. El deseo de notoriedad, con las ventajas económicas e históricas que van unidas al "artista", hacían muy probable la desaparición paulatina de los antiguos estándares, mismos que mantenían demasiado estrecha la puerta a nuevos integrantes. La figura del artista como manifiesto de "habilidades superiores" cambia a la de un manifiesto de "ideas superiores" que no necesariamente deben ser demostradas o entendidas por el observador; La moda, el snobismo, y el mercado tienen ahora una importante influencia, siendo capaces de crear a un artista de la misma forma en que se genera un producto de consumo. Numerosos e insistentes manifiestos en donde se decreta la llamada "Muerte del Arte" se suceden a lo largo del siglo XX, haciendo que el denominado "antiarte" se ofreciera como un sucedáneo más rápido, accesible, moderno y menos exigente, tanto para los artistas como para el observador. Casos excepcionales como el de  Vincent Van Gogh, que sin el debido estudio pareciera ser producto de una inspiración sobrenatural y a la vez accidental, hacen probable la premisa de que cualquier persona podría ser el heredero natural de su póstumo valor. Por último, la irreverencia que caracteriza a la sociedad moderna, con el deseo de renovar y reemplazar lo que está obsoleto, entrega uno de los últimos ingredientes para la instauración definitiva del denominado "antiarte".